# Vissaveden tekojärvi
Vissaveden tekojärvi är en sjö i kommunerna Kaustby och Vetil i landskapet Mellersta Österbotten i Finland. Sjön ligger 96 meter över havet. Arean är 3,57 kvadratkilometer och strandlinjen är 21,68 kilometer lång. Sjön  ingår i Perho å huvudavrinningsområde.   Den ligger omkring 46 kilometer sydöst om Karleby och omkring 380 kilometer norr om Helsingfors. 
I sjön finns öarna Lehmäsaari, Roskasaari och Peltosaari. 